# Mosambikanische Volleyballnationalmannschaft der Frauen
Die mosambikanische Volleyballnationalmannschaft der Frauen ist die Auswahl mosambikanischer Volleyballspielerinnen, welche die Federação Moçambicana de Voleibol (FMV) auf internationaler Ebene, beispielsweise in Freundschaftsspielen gegen die Auswahlmannschaften anderer nationaler Verbände, aber auch bei internationalen Wettbewerben repräsentiert. 1978 trat der nationale Verband dem Weltverband Fédération Internationale de Volleyball (FIVB) bei. Im August 2012 wurde die Mannschaft auf Rang 96 der Weltrangliste geführt.

## Internationale Wettbewerbe

### Mosambik bei Weltmeisterschaften
Die Mannschaft konnte sich bisher nicht für eine Weltmeisterschaft qualifizieren.

### Mosambik bei Olympischen Spielen
Bisher gelang es der Mannschaft nicht, sich für die olympischen Wettbewerbe zu qualifizieren.

### Mosambik bei Afrikameisterschaften
Die Mannschaft kann bisher eine Teilnahme an der Afrikameisterschaft vorweisen:
| - 1976: nicht qualifiziert - 1985: nicht qualifiziert - 1987: nicht qualifiziert - 1989: nicht qualifiziert - 1991: nicht qualifiziert - 1993: nicht qualifiziert - 1995: nicht qualifiziert - 1997: 5. Platz | - 1999: nicht qualifiziert - 2001: nicht qualifiziert - 2003: nicht qualifiziert - 2005: nicht qualifiziert - 2007: nicht qualifiziert - 2009: nicht qualifiziert - 2011: nicht qualifiziert |

### Mosambik bei den Afrikaspielen
Mosambiks Volleyballnationalmannschaft der Frauen nahm bisher zwei Mal an den Wettbewerben der Afrikaspiele teil: Im Jahr 2003 erreichte die Mannschaft den neunten Rang, acht Jahre später platzierte sie sich auf dem achten Platz.

### Mosambik beim World Cup
Mosambik kann bisher keine Teilnahme am World Cup – dem Qualifikationsturnier für die Olympischen Spiele – vorweisen.

### Mosambik beim World Grand Prix
Der World Grand Prix fand bisher ohne mosambikanische Beteiligung statt.